# Verband der Bundeswehrfeuerwehren
Der Verband der Bundeswehrfeuerwehren e. V. (VdBwFw e. V.) ist der Fachverband des Brandschutzpersonals der Bundeswehrfeuerwehren.
Die Hauptaufgabe des 1980 gegründeten Verbandes der Bundeswehrfeuerwehren ist die Interessenvertretung aller Angehörigen der Bundeswehrfeuerwehren. Auf die aus dem besonderen Dienst in der Bundeswehr entstehenden Fragen und Problemen in Bezug auf die sozialen, dienstrechtlichen und fachlichen Anliegen der Mitglieder, versucht der Verband gegenüber dem Dienstherrn zu vermitteln. Im Rahmen der Öffentlichkeitsarbeit informiert der Verband über die Bundeswehrfeuerwehr im Allgemeinen sowie über die besonderen Rahmenbedingungen des Feuerwehrdienstes in der Bundeswehr.
Der Verband der Bundeswehrfeuerwehren ist Mitglied in der Bundesgruppe Berufsfeuerwehr im Deutschen Feuerwehrverband.